# 18918 Nishashah
18918 Nishashah è un asteroide della fascia principale. Scoperto nel 2000, presenta un'orbita caratterizzata da un semiasse maggiore pari a 2,2683181 UA e da un'eccentricità di 0,1856836, inclinata di 6,32248° rispetto all'eclittica.